# Spelmanstävlingen i Växjö 1910
Spelmanstävlingen i Växjö 1910, var en spelmanstävling i Växjö år 1910.

## Historik
Spelmanstävlingen i Växjö anordnades 25 juni 1910 i Växjö allmänna läroverkets högtidssal. Tilltävlingen hade 19 spelmän anmält sig, vara 13 uppfanns sig på själva tävlingsdagen. En av de 13 tävlande, M. Olsson från Ramsberg avstod från tävlingen, då dennes fiol blivit i olag. Prisnämnden bestod av professor Ewert Wrangel, läroverks adjunkten Ax Forsberg, majoren G. Hylten Cavallius och kantor Oscar Bunth. Tävlingen avslutades med att skomakarmästaren C. A. Tuné från Ryssby spelade på en träskofiol.

## Deltagare
- Karl Göransson, Åryd[1]
- Albin Modin, Åryd[1]
- Johan Dahl, Odensjö[1]
- Oskar Stork, Skillingaryd[1]
- August Strömberg, Jät[1]
- Bernhard Ljunggren, Markaryd [1]

## Pristagare
| Pris             | Namn                         | Summa      |
| ---------------- | ---------------------------- | ---------- |
| Första priset    | Karl Göransson, Åryd         | 50 kronor. |
| Första priset    | Albin Modin, Åryd            | 50 kronor. |
| Andra priset     | Johan Dahl, Odensjö          | 25 kronor. |
| Tredje priset    | Oskar Stork, Skillingaryd    | 15 kronor. |
| Fjärde priset    | August Strömberg, Jät        | -          |
| Hedersomnämnande | Bernhard Ljunggren, Markaryd | -          |
| Hedersomnämnande | C. P. Lindblom, Långaryd     | -          |